# A Fábrica da Noite
A Fábrica da Noite é o segundo livro de contos da escritora e realizadora portuguesa Cláudia Clemente, pela editora Ulisseia. Editado em Novembro de 2010, sete anos depois da sua estreia com O Caderno Negro, um livro de contos descritos por Eduardo Prado Coelho como “Contos de Solidão e Loucura”.
Em A Fábrica da Noite, Cláudia Clemente apresenta uma nova colecção de contos com um estilo simples, onde o fantástico, o erotismo, a solidão e o retrato social são elementos sempre presentes.

## Lista de contos
1. Célia
2. O pavilhão
3. O punhal do faraó
4. A festa
5. Lívia
6. Liliana
7. O quarto número sete
8. Amsterdão
9. Juan
10. A colecção
11. Strangers on train
12. Segunda vez
13. Cinema clássico
14. Tânger
15. O quarto fechado
16. Laura
17. Ela
18. As duas faces da moeda
19. A mana
20. Hotel Paraíso
21. O apeadeiro
22. A fábrica da noite